# Şaban Özel
Şaban Özel (* 1. Mai 1988 in Sakarya) ist ein türkischer Fußballspieler, der u. a. für Şanlıurfaspor spielte.

## Spielerkarriere

### Verein
Özel erlernte das Fußballspielen in seiner Heimatstadt Sakarya bei Sakaryaspor. In der Spielzeit 2008/09 stieg er in die Profimannschaft auf und absolvierte sieben Ligaspiele für die Profis. Nachdem seine Mannschaft zum Saisonende den Klassenerhalt verpasst hatte, hielt Özel seinem Verein die Treue. In der TFF 2. Lig erkämpfte er sich sofort einen Stammplatz und erreichte in der Saison 2010/11 mit seiner Mannschaft die Meisterschaft und damit den Aufstieg in die TFF 1. Lig.
Da Sakaryaspor vom Türkischen Fußballverband für die folgende Spielzeit ein Transferverbot auferlegt bekam, musste man mit dem vorhandenen Kader und eigenen Jugendspielern in die zweite Liga starten. So kam Özel auch in der Saison 2011/12 regelmäßig zu Einsätzen. Zum Saisonende verpasste man den Klassenerhalt.
Zum Juni 2012 lief sein Vertrag mit Sakaryaspor aus und so wechselte er für eine Ablösesumme von etwa 1,46 Millionen € zu Sivasspor. Mit Sivasspor nahm er zwar an dem Saisonvorbereitungscamp teil, wurde jedoch danach für die Dauer einer Spielzeit an den Zweitligisten Samsunspor ausgeliehen. Im Frühjahr 2013 wurde sein Leihvertrag in einen regulären Wechsel zu Samsunspor umgewandelt.
Zur Saison 2014/15 heuerte er beim Zweitligisten Adana Demirspor an und wechselte nach einer Saison zum Ligarivalen Şanlıurfaspor.

### Nationalmannschaft
Özel wurde im Juni 2011 das erste Mal für die zweite Auswahl der Türkischen Nationalmannschaft und bestritt sein Länderspieldebüt am 1. Juni 2011 beim 3:0-Sieg gegen die Zweitauswahl des Libanon.

## Erfolge
Mit Sakaryaspor
- Meister der TFF 2. Lig und Aufstieg in die TFF 1. Lig: 2010/11